# 이식 (1584년)
이식(李植, 1584년∼1647년)은 조선 중기의 문신이다. 자는 여고, 호는 택당, 본관은 덕수이다.

## 생애
광해군 때 별시문과에 급제하여 선전관이 되었다. 1618년 폐모론이 일어나자 벼슬을 내놓고 고향에 있다가, 1623년 인조반정으로 다시 등용되어 이조좌랑이 되었다. 그 후 부제학·대제학·이조참판 등을 지냈다. 1642년 김상헌 등과 함께 청과의 화의를 반대하였다 하여 선양에 잡혀 갔다가 돌아올 때, 다시 의주에서 붙잡혔으나 탈출하여 돌아왔다. 1643년 이후 이조와 예조의 판서를 역임하였다.
그는 당대 일류의 문장가 신흠, 이정구, 장유와 더불어 조선 중기 4대 문장가인 월상계택(月象谿澤) 4대가로 꼽혔다. <선조실록> 수정 작업을 전담하였다. 사후에 영의정에 추증되었다.

## 가계
- 조부 : 이섭(李涉) 
  - 부친 : 이안성(李安性)
- 외조부 : 윤옥(尹玉, 1511 ~ 1584)
- 외조모 : 파평 윤씨(坡平 尹氏, ? ~ 1572) - 윤봉종(尹奉宗)의 딸
  - 큰이모 : 능성 구씨 구사열(具思說)의 처(1539 ~ ?)
  - 외삼촌 : 윤백순(尹百順, 1552 ~ ?)
  - 작은이모 : 공회빈 윤씨(恭懷嬪 尹氏, 1553 ~ 1592)
  - 모친 : 무송 윤씨(茂松 尹氏, 1555 ~ 1637)
    - 남매 : 능성 구씨 구심(具瀋)의 처

  - 장인 : 심엄(沈㤿, 1563 ~ 1609) - 심의겸(沈義謙)의 차남
  - 장모 : 구경완(具敬婉, 1563 ~ 1620)[1]
    - 부인 : 청송 심씨(靑松 沈氏, 1585 ~ 1658)

## 저서
- <택당집>
- <초학자훈증집>

## 참고 문헌
1. ↑  구사맹의 장녀이며 인헌왕후의 언니